# 口前镇
口前镇，是中华人民共和国吉林省吉林市永吉县下辖的一个乡镇级行政单位。是永吉县县政府所在地。

## 行政区划
口前镇下辖以下地区：
河北社区、站前社区、河东社区、西山社区、东山社区、城南社区、水电社区、永安社区、歪头村、四间村、双顶子村、下达村、红旗村、兰旗村、官马山村、玉关村、阿拉街村、春登村、兴光村、三金村、达屯村、繁荣村和务本村。